# Comuna Plopiș, Sălaj
Plopiș (în maghiară Gyümölcsénes, în slovacă Plopiš) este o comună în județul Sălaj, Transilvania, România, formată din satele Făgetu, Iaz și Plopiș (reședința).
Atestare documentară: 1227 Bozia-Gemelchen, Gemelchen.

## Demografie
Componența etnică a comunei Plopiș
     Români (55,64%)
     Slovaci (22,79%)
     Romi (15,94%)
     Alte etnii (0,22%)
     Necunoscută (5,4%)
Componența confesională a comunei Plopiș
     Ortodocși (54,81%)
     Romano-catolici (23,36%)
     Greco-catolici (14,98%)
     Penticostali (1,14%)
     Alte religii (0,13%)
     Necunoscută (5,58%)
Conform recensământului efectuat în 2021, populația comunei Plopiș se ridică la 2.277 de locuitori, în scădere față de recensământul anterior din 2011, când fuseseră înregistrați 2.405 locuitori. Majoritatea locuitorilor sunt români (55,64%), cu minorități de slovaci (22,79%) și romi (15,94%), iar pentru 5,4% nu se cunoaște apartenența etnică. Din punct de vedere confesional, majoritatea locuitorilor sunt ortodocși (54,81%), cu minorități de romano-catolici (23,36%), greco-catolici (14,98%) și penticostali (1,14%), iar pentru 5,58% nu se cunoaște apartenența confesională.

## Politică și administrație
Comuna Plopiș este administrată de un primar și un consiliu local compus din 11 consilieri. Primarul, Nicolae Criste[*], de la Partidul Național Liberal, este în funcție din 2008. Începând cu alegerile locale din 2024, consiliul local are următoarea componență pe partide politice:
|  | Partid                                                  | Consilieri | Componența Consiliului | Componența Consiliului | Componența Consiliului | Componența Consiliului | Componența Consiliului |
|  | ------------------------------------------------------- | ---------- | ---------------------- | ---------------------- | ---------------------- | ---------------------- | ---------------------- |
|  | Partidul Național Liberal                               | 5          |                        |                        |                        |                        |                        |
|  | Partidul Social Democrat                                | 2          |                        |                        |                        |                        |                        |
|  | Uniunea Democratică a Slovacilor și Cehilor din România | 2          |                        |                        |                        |                        |                        |
|  | Uniunea Salvați România                                 | 1          |                        |                        |                        |                        |                        |
|  | Partidul PRO România                                    | 1          |                        |                        |                        |                        |                        |

## Atracții turistice
- Rezervația naturală "Mlaștina de la Iaz" (10 ha.)
- Muzeu traditonal Iaz
- Muntele Șes - sit de importanță comunitară inclus în rețeaua ecologică europeană Natura 2000 în România.